# Ficus mexiae
Ficus mexiae là một loài thực vật thuộc họ Moraceae. Đây là loài đặc hữu của Brasil.